# Szőny-Füzitői-csatorna
A Szőny-Füzitői-csatorna Szőnyben ered, Komárom-Esztergom vármegyében. A patak forrásától kezdve keleti irányban halad, majd Almásfüzitő és Dunaalmás közt eléri a Dunát.
A csatornába torkollik a Szilas-völgyi-patak Szőnynél, a Kocs-Mocsai-vízfolyás Almásfüzitőnél, valamint a Fényes-patak.

## Part menti települések
- Szőny
- Almásfüzitő
- Dunaalmás